# قورباغه‌های درختچه
قورباغه‌های درختچه (نام علمی: Rhacophorus) سرده‌ای از قورباغه‌ها در خانواده قورباغه‌های درختچه‌ای (Rhacophoridae) است و با خانواده قورباغه‌های درختی راستین (Hylidae)، قورباغه‌های درختی را تشکیل می‌دهند. آنها در هند، ژاپن، ماداگاسکار، آفریقا و جنوب شرق آسیا یافت می‌شوند. در حال حاضر، بیش از ۴۰ گونه شناخته شده‌است.
این قورباغه‌ها انگشتان بلندی دارند که بین آن‌ها پرده محکمی وجود دارد و به جانوران این توانایی را می‌بخشد تا سقوط خود را تا حد سرخوردن کاهش دهند، نوعی جنبش درخت‌پیمایی که به چتربازی معروف است. بنابراین، آنها در میان دوزیستان بی‌دم هستند که معمولاً به عنوان " قورباغه‌های پرنده " شناخته می‌شوند.

## تولیدمثل
این قورباغه‌ها تخم‌های خود را در لانه‌های کف هوایی می‌گذارند. قورباغه‌ها پس از جوجه کشی به آب زیر لانه می‌ریزند و رشد خود را در آنجا تکمیل می‌کنند. برخی از گونه‌ها مانند Rhacophorus kio این را می‌پیچند و این لانه فوم را با برگ می‌پوشانند.

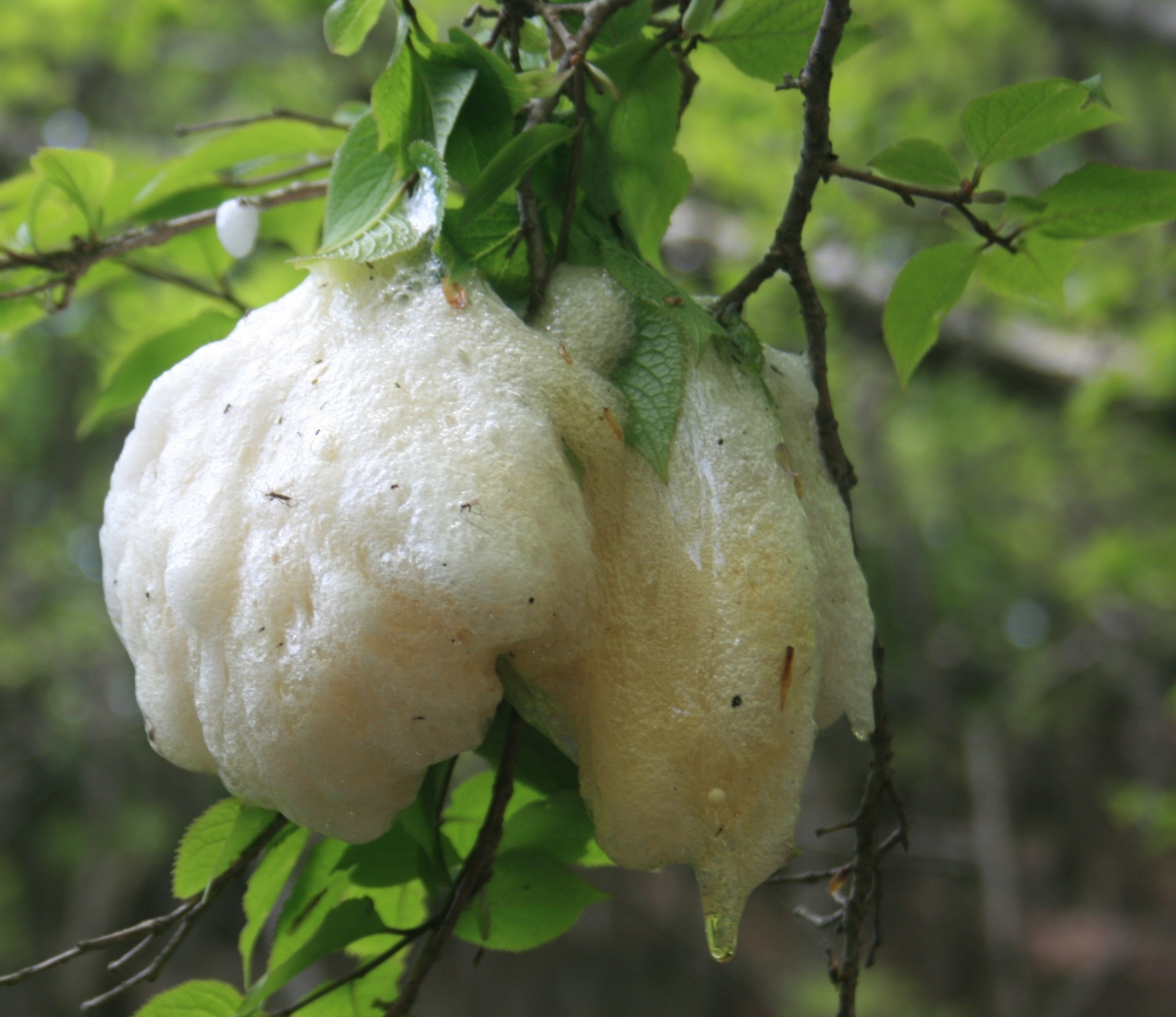
لانه فوم Rhacophorus aboreus